# Paadikõrdsi
Paadikõrdsi järv (est. Paadikõrdsi järv) – jezioro w Estonii, w prowincji Valgamaa, w gminie Haanja. Należy do pojezierza Haanja (est. Hannja järved). Położone jest na zachód od wsi Vänni. Ma powierzchnię 1,1 ha linię brzegową o długości 655 m, długość 295 m i szerokość 45 m. Sąsiaduje m.in. z jeziorami Palanujärv, Kurgjärv, Väikjärv, Tuhkrijärv, Taltjärv, Kolga, Kõvvõrjärv. Położone jest na terenie obszaru chronionego krajobrazu Haanja (est. Haanja looduspark).